# Fabio De Masi
Fabio Valeriano Lanfranco De Masi (Groß-Gerau, 7 marzo 1980) è un politico tedesco con cittadinanza italiana.
Nel 2024 è stato rieletto come europarlamentare per la Germania, incarico già ricoperto fra il 2014 e il 2017. Precedentemente è stato anche deputato al Bundestag. Membro del partito di sinistra Die Linke fino al settembre 2022, si è unito al Bündnis Sahra Wagenknecht (BSW) nel 2024.

## Biografia
De Masi nasce nell'Assia, da madre tedesca e padre italiano originario del Cilento, sindacalista e calciatore dilettante del Napoli. Suo nonno paterno ha combattuto come partigiano in Piemonte durante la guerra di liberazione dal fascismo.
Nel 2005 si laurea in economia all'Università di Economia e Politica di Amburgo (Hamburger Universität für Wirtschaft und Politik, HWP; oggi parte dell'Università di Amburgo). Nel 2009 consegue un master in relazioni internazionali all'Università di Città del Capo, e nel 2013 un master in economia internazionale presso la Scuola di Economia e Diritto di Berlino (Hochschule für Wirtschaft und Recht Berlin).
Di religione cattolica, è padre di un figlio e vive ad Amburgo.

### Carriera politica

#### Parlamento europeo, 2014-2017
Alle elezioni europee del 2014 viene eletto europarlamentare fra le fila di Die Linke. Durante la legislatura, fa parte della Commissione per i problemi economici e monetari (ECON) e della Commissione speciale sulle decisioni anticipate in materia fiscale (tax ruling) e altre misure analoghe per natura o effetto (TAXE 2). Ha inoltre fatto parte della delegazione del Parlamento per le relazioni con il Sudafrica.

#### Deputato al Parlamento tedesco, 2017-2021
Alle elezioni federali del 2017 viene eletto al Bundestag nella circoscrizione di Amburgo. Durante la legislatura, fa parte della Commissione Finanze, dei gruppi di amicizia parlamentare tedesco-britannico e tedesco-italiano nonché del gruppo per le relazioni con gli Stati dell'Africa australe. Nel 2019 entra a far parte della delegazione tedesca presso l'Assemblea parlamentare franco-tedesca. A marzo 2021 dichiara la propria volontà di non ricandidarsi al Bundestag alle elezioni di settembre.

#### BSWe ritorno all'Europarlamento
De Masi è legato politicamente a Sahra Wagenknecht, insieme alla quale ha fondato nel 2018 il movimento "Aufstehen" (lett. "Alzarsi" o "In piedi"). Quando diversi membri di Die Linke hanno abbandonato il partito in seguito all'appello di Wagenknecht di porre fine alle sanzioni contro la Russia, De Masi rimase fedele alla leader.
Il 13 settembre 2022 annuncia di aver lasciato Die Linke, dichiarando di non volere essere ritenuto responsabile per i fallimenti del partito.
L'8 gennaio 2024 partecipa alla conferenza stampa di presentazione del BSW, a fianco di Sahra Wagenknecht, annunciando l'intenzione di presentarsi come spitzenkandidat (capolista) alle elezioni europee del 2024. Il partito ha ottenuto il 6,17% dei voti a livello nazionale, con punte di consenso nell'ex-Germania Est e nel Saarland, ottenendo 6 seggi al Parlamento europeo fra cui De Masi stesso e posizionandosi fra i Non iscritti. A Bruxelles entra nella commissione ECON e nelle delegazioni per le relazioni con il Sudafrica (D-ZA) e con il Parlamento panafricano (DPAP).
Ha espresso posizioni filorusse, lanciando appelli per il "congelamento" della guerra russo-ucraina e indicando l'espansione orientale della NATO come causa dell'aggressione russa. Ha descritto l'incidente aereo del volo MH-17, abbattuto da un missile Buk sopra il Donec'k, come un semplice "schianto".

## Altre attività
- Membro del comitato consultivo del Berliner Steuergespräche, un forum  di discussione sul diritto tributario
- Membro di Finance Watch
- Membro del FC St. Pauli
- Membro di Ver.Di ("Unione dei sindacati del settore dei servizi")